# Neferu II.
| nfr | nfr | nfr |

| nfr | nfr | nfr |

Neferu II. byla manželkou a sestrou faraona Mentuhotepa II. z 11. dynastie.

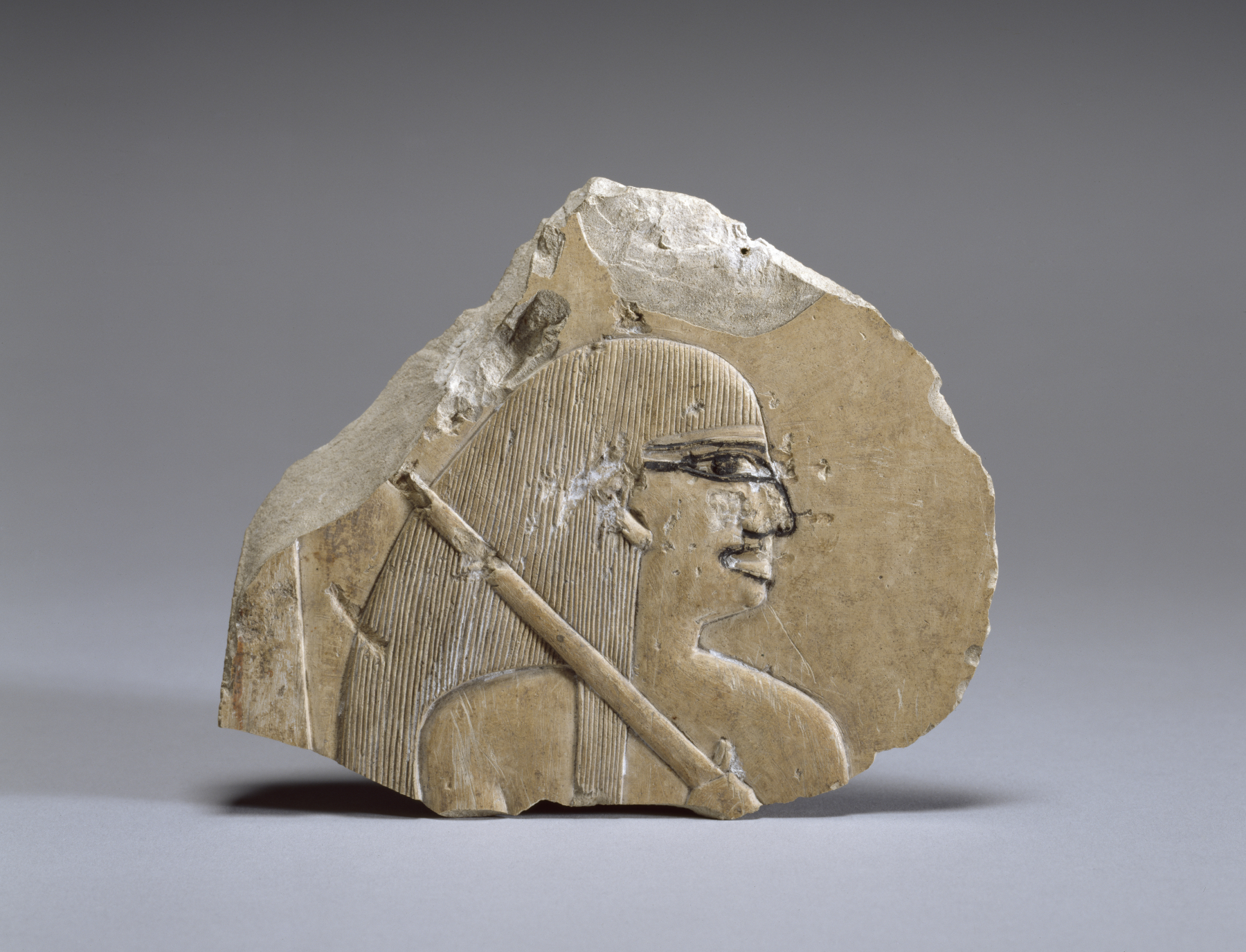
Reliéf ženy z hrobky královny Neferu v hrobce TT319. Muzeum umění Walters.

Neferu II. je známá hlavně ze své hrobky (TT319) v Dér el-Bahrí. Hrobka byla nalezena zničená, ale vyzdobená pohřební komora se dochovala. Nápisy v hrobce zmiňují, že byla dcerou ženy jménem Iah, pravděpodobně matky Mentuhotepa II. Mentuhotep II. byl synem krále Antefa III. Ten byl s největší pravděpodobností jejím otcem.